# 圣菲斯普林斯 (加利福尼亚州)
圣菲斯普林斯（英語：Santa Fe Springs），是美国加利福尼亚州洛杉矶县下属的一座城市。建市于1957年5月15日，面积大约为8.87平方英里（23平方公里）。根据2010年美国人口普查，该市有人口16,223人。